# Земляний удав
Земляний удав (Tropidophis) — рід неотруйних змій з родини Земляні удави. Має 23 вид.

## Опис
Загальна довжина досягає 60—70 см. Голова пласка, витягнута. Тулуб стрункий, кремезний. Присутні рудименти задніх кінцівок у вигляді маленького шипа, голови вкриті численною дрібною лускою. Забарвлення помаранчеве, зелене, коричневе, оливкове з різними відтінками. Здатні змінювати колір шкіри. Мають такий засіб оборони: вистрілювати з рота, очей та ніздрів кров'ю.

## Спосіб життя
Полюбляють тропічні та соснові ліси, болота, чагарники. Зустрічаються біля житла людини. Більшість проводить життя на землі. Ведуть потайний спосіб життя. Активні вночі. Живляться дрібними гризунами, земноводними.
Це яйцеживородні та живородні змії.

## Розповсюдження
Це дуже рідкісні змії. Мешкають на Антильських островах та у Південній Америці.

## Види
- Tropidophis battersbyi
- Tropidophis cacuangoae
- Tropidophis canus
- Tropidophis caymanensis
- Tropidophis celiae
- Tropidophis feicki
- Tropidophis fuscus
- Tropidophis greenwayi
- Tropidophis haetianus
- Tropidophis hendersoni
- Tropidophis leonae
- Tropidophis maculatus
- Tropidophis melanurus
- Tropidophis morenoi
- Tropidophis nigriventris
- Tropidophis pardalis
- Tropidophis paucisquamis
- Tropidophis pilsbryi
- Tropidophis semicinctus
- Tropidophis spiritus
- Tropidophis steinleini
- Tropidophis taczanowskyi
- Tropidophis wrighti
- Tropidophis xanthogaster